# دير العذارى
دير العذارى هو دير كان يقع في الحيرة (في العراق الحالي) وهو دير قديم به نساء عذارى قد ترهبن وأقمن به للعبادة فسمي بذلك. يروي المؤرخون المسيحيون أن صوم الباعوثة المعروف منشأه كان في هذا الدير، حيث وضعه أسقفهم يوحنا الأزرق بعد أن طلب أمير تلك المنطقة الفاجر ان تنظم مجموعة من عذارى النصارى إلى حريمه، فاستولى الجزع على نصارى الحيرة ولجؤوا إلى أسقفهم يوحنا الأزرق وطلب منهم الصوم لمدة ثلاثة أيام وبعدها توفي الأمير الفاجر.